# Шубин, Анатолий Николаевич
Анато́лий Никола́евич Шу́бин (12 ноября 1938, Свердловск — 28 февраля 2008, Зеленогорск) — советский, затем российский учёный и инженер в области ядерной физики и ядерных технологий. Генеральный директор ФГУП ПО «Электрохимический завод» в Зеленогорске Красноярского края (1989—2008); лауреат Государственной премии СССР.

## Биография
В 1962 г. окончил Уральский политехнический институт по специальности физик-ядерщик. C 1962 г. работал в Красноярске−45 (ныне — Зеленогорске Красноярского края) на электрохимическом заводе: инженером-технологом, затем ведущим инженером — начальником экспериментально-технологической лаборатории, главным инженером завода (с 1986 г.), директором завода (с 1989 г.).
Под его руководством были реализованы крупные производственные проекты:
- создание производства магнитных носителей информации,
- организация промышленного выпуска и экспорта изотопной продукции,
- начало строительства завода W-ЭХЗ по переработке обеднённого гексафторида урана.

### Семья
Отец (ум. 1977) — старший мастер наладки станков в Свердловске-45.
Мать (25.06.1916 — 26.11.2011)— учительница, бухгалтер.
Жена — Ольга Иосифовна.
Старший сын — окончил Красноярский политехнический институт, энергетик.
Младший сын — окончил Ленинградский политехнический институт, металлург.

## Научная деятельность
В 1975 г. защитил кандидатскую диссертацию. В 1997 г. избран членом-корреспондентом Российской инженерной академии, в 1998 г. — почётным профессором Красноярского технического университета.
Автор более 120 научных и научно-технических работ, 8 авторских свидетельств на изобретения.

## Награды и признание
- За внедрение изобретения, которое было создано после 1973 года вручён нагрудный знак «Изобретатель СССР»
- медаль «За доблестный труд. В ознаменование 100-летия со дня рождения В. И. Ленина» (1970)
- бронзовая медаль ВДНХ СССР (1978)
- орден Почёта (1998)
- орден Дружбы (2005)
- медаль ФНПР «100 лет профсоюзам России» (2005)
- нагрудный знак «Академик И. В. Курчатов» 1 степени (2007)
- Заслуженный технолог Российской Федерации
- Государственная премия СССР — за открытие «Получение стабильных изотопов в газоцентрифугах»
- Почётный гражданин Зеленогорска (Постановление администрации города № 1646 от 4 декабря 1998 г.)[2].